# Lisa Kreißler
Lisa Kreißler (* 1983 in Bückeburg) ist eine deutsche Schriftstellerin.

## Leben
Kreißler studierte Theater- und Medienwissenschaften, Psychologie sowie Nordische Philologie an der Universität Erlangen-Nürnberg und der Universität Uppsala. Sie arbeitete in der Bibliothek des Goethe-Instituts in Stockholm und als Online-Redakteurin in Berlin. Ab 2010 studierte sie am Deutschen Literaturinstitut Leipzig. 2014 erschien ihr Debütroman Blitzbirke.

## Preise
- Publikumspreis KulturSPIEGEL 2009[3]
- Kulturpreis des Landkreises Schaumburg 2018[4]
- Nicolas-Born-Debütpreis 2018

## Werke
- Blitzbirke (Roman), Mairisch-Verlag, Hamburg 2014 ISBN 978-3-938539-30-9.
- Das vergessene Fest (Roman), Hanser, Berlin 2018 ISBN 978-3-446-25855-6.
- Schreie & Flüstern (Roman), Mairisch-Verlag, Hamburg 2021 ISBN 978-3-948722-10-4.